# Hypocaccus patruelis
Hypocaccus patruelis är en skalbaggsart som först beskrevs av J. E. Leconte 1845.  Hypocaccus patruelis ingår i släktet Hypocaccus och familjen stumpbaggar. Inga underarter finns listade i Catalogue of Life.